# David Caude
David Caude (1974) es un deportista francés que compitió en escalada. Ganó una medalla de bronce en el Campeonato Mundial de Escalada de 2003, en la prueba de dificultad.

## Palmarés internacional
| Campeonato Mundial | Campeonato Mundial | Campeonato Mundial | Campeonato Mundial |
| Año                | Lugar              | Medalla            | Prueba             |
| ------------------ | ------------------ | ------------------ | ------------------ |
| 2003               | Chamonix (Francia) | Medalla de bronce  | Dificultad         |